# Alexandr Ivanov (futebolista)
Aleksandr Ivanovich Ivanov (Em russo, Александр Иванович Иванов) (Leningrado, 14 de abril de 1928 - São Petersburgo, 29 de março de 1997) foi um futebolista russo, que atuava como atacante.

## Carreira
Ivanov passou os dez anos de sua carreira (1950-1960) no clube de sua cidade, o então Zenit Leningrado. Já com 30 anos, foi convocado pela Seleção Soviética para a Copa do Mundo de 1958 sem nunca ter jogado pelo país, tendo sua estréia individual juntamente com a estréia da URSS em Copas, no jogo contra a favorita Inglaterra.
Marcou um gol no empate em 2 x 2, no que seria seu único pela seleção. Jogou quatro das cinco partidas da equipe na Copa, e sua quinta (e última) no ano seguinte, contra a Tchecoslováquia.

## Falecimento
Morreu seis dias antes de seu 69º aniversário, em sua cidade natal (rebatizada de São Petersburgo, seu nome original).